# Homo sapiens (film)
Pour les articles homonymes, voir Homo sapiens (homonymie).
Pour plus de détails, voir Fiche technique et Distribution.
Homo sapiens est un court métrage d'animation roumain de Ion Popescu-Gopo, sorti en 1960.

## Synopsis
Le bond de l'humanité depuis le temps où les hommes préhistoriques frottaient leurs premiers silex jusqu'à l'époque actuelle où l'homme moderne fracture l'atome. Le tout sur un ton très irrévérencieux.

## Fiche technique
- Réalisation, animation et scénario : Ion Popescu-Gopo
- Production et distribution originale : Studioul Cinematografic Bucuresti
- Distribution DVD : Audiovisuel Romania (Roumanie)
- Durée : 9 minutes
- Métrage : 250 mètres
- Caractéristiques techniques : 35 mm (négatif & positif)
- Sortie en France : décembre 1960 (Journées internationales du court métrage de Tours)

## Distinctions
- Grand Prix de l'animation (Festival de Karlovy Vary, 1960)
- Premier Prix (Festival de San Francisco, 1960)
- Mention (Festival international du court métrage d'Oberhausen, 1960)
- Diplôme de mérite  (Festival d'Édimbourg, 1960)
- Diplôme d'honneur (Festival de Santiago, 1960)
- Mention (Festival de Montevideo, 1960)